# Lektor filmowy
Czytanie filmu przez lektora, tłumaczenie lektorskie (pot. szeptanka; ang. voice-over) – jedna z trzech technik lokalizacji filmów (obok dubbingu i napisów), polegająca na nałożeniu na oryginalną ścieżkę dźwiękową dodatkowej, zawierającej tłumaczenie czytane przez lektora. Została przyjęta w krajach byłego Związku Radzieckiego oraz w Polsce. W innych krajach nie jest w ogóle stosowana lub w bardzo ograniczonym zakresie, np. w filmach dokumentalnych.

## Stosowanie w Polsce

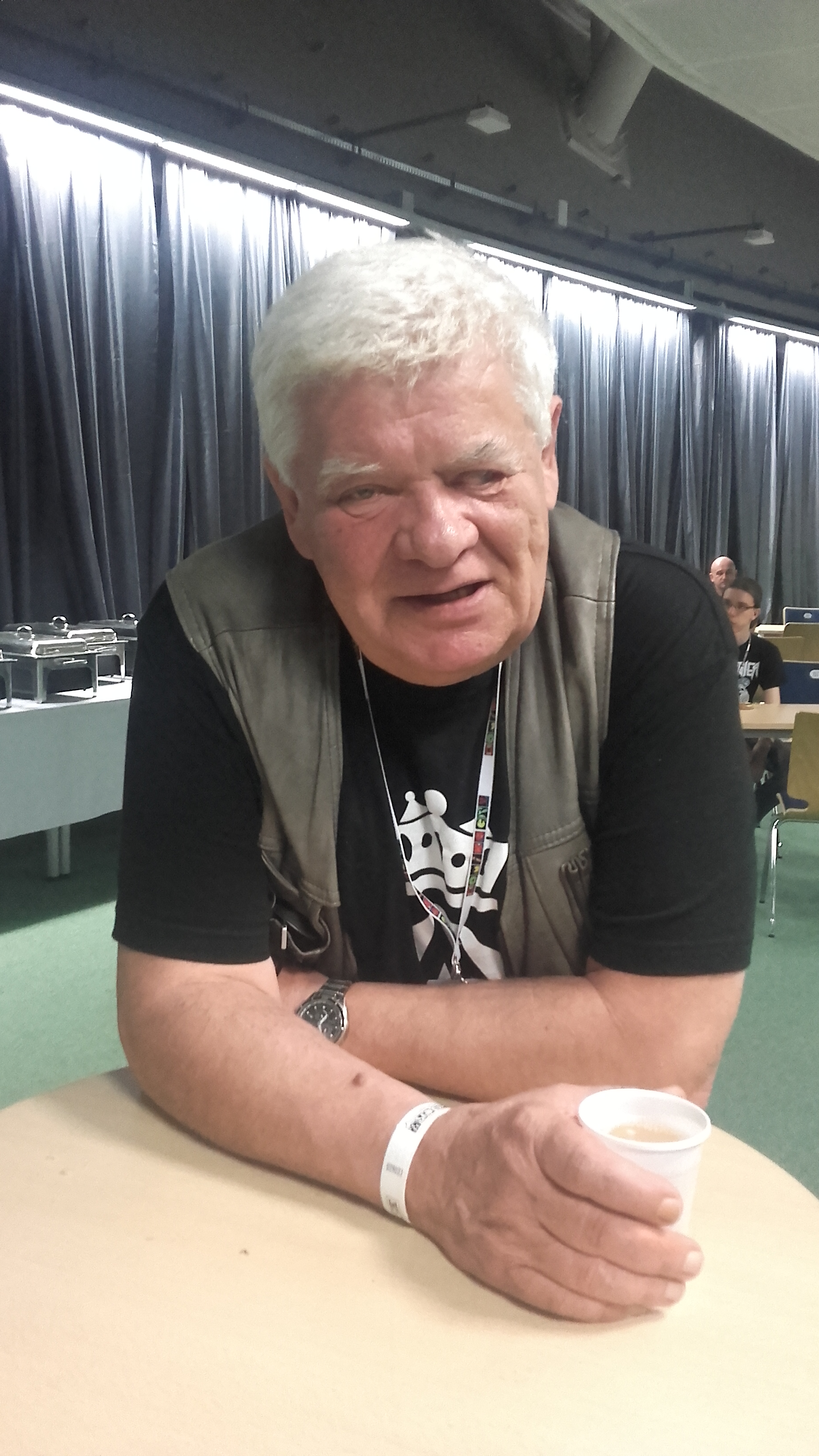
Lektor filmowy (Tomasz Knapik)

W latach powojennych zagraniczne filmy wyświetlane były w polskich kinach w trzech wersjach – z dubbingiem, z napisami bądź z lektorem, obecnym przy projekcji i czytającym linie dialogowe na żywo.
W czasach wzrostu popularności polskiej telewizji, gdzie również zaczęto emitować filmy, w kraju działały tylko dwa studia zajmujące się ich opracowaniem, w których łącznie pracowało kilkadziesiąt osób. Uniemożliwiało to stosowanie napisów ze względu na wysokie koszty, długi okres realizowania dubbingu oraz małą rozdzielczość telewizorów. Zdecydowano więc, aby część ramówki nadawać w wersji z dubbingiem, a pozostałą w wersji lektorskiej. 
Przed upowszechnieniem się nośników magnetycznych tłumaczenie dialogów do filmów emitowanych w telewizji było czytane na żywo i nienagrywane. Po rozpowszechnieniu tej technologii lektor kinowy, czytający na żywo, został wyparty przez pozostałe techniki tłumaczeniowe, pozostając do dziś elementem branży kin niszowych.
W latach 80. technika szeptanki została przyjęta w polskiej telewizji jako podstawowa forma tłumaczenia zagranicznych filmów na język polski i jest z powodzeniem stosowana do dziś. Obecnie także dystrybuowane w Polsce wydawnictwa DVD, a wcześniej VHS, posiadają najczęściej wersję filmu z polskim lektorem, przy czym nowsze nośniki zwykle dają możliwość wyboru sposobu tłumaczenia (np. pomiędzy napisami i lektorem). Natomiast w przypadku produkcji adresowanych do dzieci standardem jest tworzenie dubbingu. 
Lektorzy czytający tłumaczenie w filmach to przede wszystkim spikerzy radiowi nieposiadający wykształcenia aktorskiego (m.in. Tomasz Knapik, Stanisław Olejniczak, Maciej Gudowski, Janusz Szydłowski). Zawodowymi aktorami są m.in. Jacek Brzostyński, Piotr Borowiec, Henryk Pijanowski i Radosław Popłonikowski. W filmach fabularnych listę dialogową bardzo rzadko czytają kobiety. Te częściej (zwłaszcza Krystyna Czubówna) są angażowane do czytania narracji w filmach dokumentalnych.
O stosowaniu szeptanki decydują przede wszystkim upodobania widzów. Według badań z 2002 roku, 50,2% Polaków woli oglądać filmy z listą dialogową czytaną przez lektora. W 2007 roku za lektorem opowiadało się 45% respondentów, identyczną liczbę głosów otrzymał dubbing. M.in. z tego powodu techniki tej używają wszystkie największe polskie stacje telewizyjne oraz większość kanałów zagranicznych emitujących program w polskiej wersji językowej.
Od 2010 roku działa Stowarzyszenie Lektorów Rzeczypospolitej Polskiej.

## Stosowanie w innych państwach
W krajach byłego Związku Radzieckiego wykorzystujących technikę voice-over do dźwiękowego opracowania zagranicznych produkcji popularniejsza jest tzw. translacja Gawriłowa, w której dialogi czytane są przez co najmniej dwie osoby (mężczyznę i kobietę), często zaś przez cztery – mężczyznę, kobietę, chłopca i dziewczynkę. Metoda ta sporadycznie wykorzystywana jest również w Polsce (np. w latach 80. stosowała ją TVP2 podczas emisji Santa Barbary, obecnie od czasu do czasu stosuje ją stacja Planète+), bardziej upowszechniła się jednak szeptanka jednogłosowa. W Rosji zagraniczne produkcje coraz częściej nadawane są z dubbingiem bądź z szeptanką, w której każda postać mówi innym głosem, w tle słyszalne są jednak oryginalne głosy. Podobną metodę stosuje się w Niemczech w przypadku programów popularnonaukowych, jak np. Pogromcy mitów czy Top Gear, oraz w talk-shows, gdzie w przypadku wywiadów z zagranicznymi aktorami ich kwestie czytają aktorzy głosowi użyczający im głosów w niemieckich dubbingach.

## Państwa stosujące szeptankę
Obecnie szeptankę jako główną formę tłumaczenia zagranicznych nieanimowanych produkcji fabularnych w telewizji stosuje się w następujących krajach:
- Białoruś (szeptanka wielogłosowa)
- Bułgaria (szeptanka wielogłosowa, naprzemiennie z dubbingiem)
- Gruzja (tylko w serialach, filmy nadawane są z napisami)
- Litwa
- Łotwa
- Mongolia
- Polska
- Rosja (szeptanka wielogłosowa, obecnie wypierana przez dubbing).

## Odbiór
Jako zalety szeptanki wymieniane są:
- krótszy czas i niższy koszt realizacji niż w przypadku dubbingu – przygotowanie wersji filmu pełnometrażowego z lektorem trwa zwykle 2-3 dni, podczas gdy wykonanie dubbingu może trwać kilka tygodni i wymaga zaangażowania dużej liczby osób,
- oryginalne głosy postaci w filmie pozostają słyszalne w momentach, kiedy lektor nie czyta,
- widz może skupić więcej uwagi na obrazie niż w przypadku napisów,
- widz może chwilami nie patrzeć na obraz podczas dialogów, bez utraty ciągłości fabuły.

Wady:
- mimo iż oryginalny dźwięk narodowy (głosy) jest w jakimś stopniu słyszalny, to w przeciwieństwie do dubbingu wyciszona zostaje również ścieżka międzynarodowa, czyli muzyka i dźwięki otoczenia,
- tłumaczenie często wymaga stosowania skrótów i streszczeń ze względu na ograniczenia czasowe,
- często nie wiadomo, kto do kogo mówi – aby zmniejszyć ten problem, listę dialogową może czytać dwoje lektorów, kobieta – wypowiedzi kobiet, mężczyzna – wypowiedzi mężczyzn. Jest to metoda popularna w Rosji. W Polsce w filmach fabularnych stosowana jest bardzo rzadko, ale już w filmach dokumentalnych zdarza się, że jeden lektor czyta narrację, a drugi wypowiedzi ludzi,
- szeptanka zagłusza oryginalne głosy aktorów, co utrudnia uczenie się języków obcych przez obywateli danego kraju (istnieje korelacja pomiędzy znajomością języków obcych a formą dostarczania tłumaczeń przez telewizje w danym kraju)